# Liguilla Pre-Libertadores 1995 (Chile)
La Liguilla Pre-Libertadores 1995 fue la 21.º edición de la Liguilla Pre-Libertadores, mini competición de fútbol profesional de Chile que sirve como clasificatoria para la Copa Libertadores de América.
Su organización estuvo a cargo de la ANFP y contó con la participación de cuatro equipos. La competición se disputó bajo el sistema de todos contra todos, en una rueda.
El equipo que resultara campeón de este "mini torneo" clasificaría directamente a la Copa Libertadores 1996, donde acompañaría a Universidad de Chile, Campeón Torneo Primera División de Chile 1995, en la fase de grupos frente a los equipos brasileños Botafogo y Corinthians.
La competencia fue ganada por Universidad Católica, que derrotó 2-1 a Colo Colo, resultó ser primero con mayor puntaje, al término del torneo clasificatorio y selló su cupo para la Copa Libertadores 1996.

## Equipos participantes
| Equipo               | Vía de clasificación                              |
| -------------------- | ------------------------------------------------- |
| Universidad Católica | Subcampeón de la Primera División de Chile 1995   |
| Colo Colo            | Tercer lugar de la Primera División de Chile 1995 |
| Deportes Temuco      | Cuarto lugar de la Primera División de Chile 1995 |
| Cobreloa             | Quinto lugar de la Primera División de Chile 1995 |

## Desarrollo
Fecha 1
| 10 de diciembre de 1995 | Colo Colo | 0:0 | Deportes Temuco | Estadio Nacional, Santiago                                      |  |
|                         |           |     |                 | Asistencia: 30.050 espectadores Árbitro(s): Salvador Imperatore |  |

| 10 de diciembre de 1995 | Universidad Católica     | 2:1 | Cobreloa   | Estadio Nacional, Santiago                                    |                                                               |
|                         | Néstor Gorosito 26', 79' |     | 83' Gamboa | Asistencia: 30.050 espectadores Árbitro(s): Rafael Hormazábal | Asistencia: 30.050 espectadores Árbitro(s): Rafael Hormazábal |

Fecha 2
| 13 de diciembre de 1995 | Cobreloa | 0:3 | Colo Colo                                             | Estadio Nacional, Santiago |  |
|                         |          |     | 68' Ivo Basay · 73' Hugo Rubio · 81' Fernando Vergara |                            |  |

| 13 de diciembre de 1995 | Universidad Católica | 1:0 | Deportes Temuco | Estadio Nacional, Santiago |  |
|                         | Juan Carlos Madrid   |     |                 |                            |  |

Fecha 3
| 17 de diciembre de 1995 | Deportes Temuco                                           | 3:2 | Cobreloa                                | Estadio Nacional, Santiago                                 |                                                            |
|                         | Franz Arancibia 3' · Gustavo de Luca 4' · Rubén Silva 88' |     | 31' Jaime Riveros · 76' Rodrigo Latorre | Asistencia: 72.693 espectadores Árbitro(s): Néstor Mondría | Asistencia: 72.693 espectadores Árbitro(s): Néstor Mondría |

| 17 de diciembre de 1995 | Universidad Católica               | 2:1 | Colo Colo                    | Estadio Nacional, Santiago                                |                                                           |
|                         | Luis Ceballos 78' · Mario Lepe 83' |     | 67' Marco Antonio Etcheverry | Asistencia: 72.693 espectadores Árbitro(s): Enrique Marín | Asistencia: 72.693 espectadores Árbitro(s): Enrique Marín |

## Tabla de posiciones
|  | Pos. | Equipos              | PJ | PG | PE | PP | GF | GC | Dif. | Pts. |
|  | ---- | -------------------- | -- | -- | -- | -- | -- | -- | ---- | ---- |
|  | 1.   | Universidad Católica | 3  | 3  | 0  | 0  | 5  | 2  | +3   | 9    |
|  | 2.   | Colo-Colo            | 3  | 1  | 1  | 1  | 4  | 2  | +2   | 4    |
|  | 3.   | Temuco               | 3  | 1  | 1  | 1  | 3  | 3  | 0    | 4    |
|  | 4.   | Cobreloa             | 3  | 0  | 0  | 3  | 3  | 8  | -5   | 0    |
|  |      |                      |    |    |    |    |    |    |      |      |

|  | Universidad Católica se adjudicó como Campeón de la Liguilla Pre-Libertadores 1995, por lo demás clasifica para la Copa Libertadores 1996 como "Chile 2". |

## Ganador
| Chile                                   |
| Ganador Universidad Católica            |
| Clasificado a la Copa Libertadores 1996 |